# فرودگاه کبری
فرودگاه کبری (به انگلیسی: Cabri Airport) یک فرودگاه همگانی است که یک باند فرود رس دارد و طول باند آن ۷۳۲ متر است. این فرودگاه در کشور کانادا قرار دارد و در ارتفاع ۶۶۳ متری از سطح دریا واقع شده‌است.